# Live: Travelling the World
Live: Travelling the World – pierwszy album koncertowy duetu Roxette wydany 6 grudnia 2013 roku przez Parlophone i WMG na płycie DVD i Blu-ray. Zapis koncertu odbył się podczas południowoamerykańskiej części trasy Charm School World Tour w maju 2012 roku w Cordobie w Argentynie, Santiago w Chile oraz w Kurytybie w Brazylii.

## Lista utworów
DVD i Blu-ray
1. "Dressed for Success"
2. "Sleeping in My Car"
3. "The Big L."
4. "Silver Blue"
5. "Stars"
6. "She’s Got Nothing On (But the Radio)"
7. "Perfect Day"
8. "Things Will Never Be the Same"
9. "It Must Have Been Love"
10. "It’s Possible"
11. "7Twenty7"
12. "Fading Like a Flower"
13. "Crash! Boom! Bang!"
14. "How Do You Do!"
15. "Dangerous"
16. "Joyride"
17. "Spending My Time"
18. "The Look"
19. "Listen to Your Heart"
20. "Church of Your Heart"

Dokument (DVD i Blu-ray)
1. "It All Begins Where It Ends – The Incredible Story of Roxette"

Extra (Blu-ray)
1. "Gessle Cam Part 1 "So, Christopher?"
2. "Gessle Cam Part 2 "Studio Work"
3. "Gessle Cam Part 3 "Travelling"
4. "Mikael Nogueira-Svensson – The Secret Life of A Guitar Tech"

CD
1. "Dressed for Success"
2. "Sleeping in My Car"
3. "The Big L."
4. "She’s Got Nothing On (But the Radio)"
5. "Perfect Day"
6. "It Must Have Been Love"
7. "It’s Possible"
8. "7Twenty7"
9. "Fading Like a Flower"
10. "Crash! Boom! Bang!"
11. "How Do You Do!"
12. "Dangerous"
13. "Joyride"
14. "Spending My Time"
15. "The Look"
16. "Listen to Your Heart"

## Notowania
| Notowanie (2013/14)       | Pozycja |
| ------------------------- | ------- |
| Australia Music DVD Chart | 10      |